# Raphia abrupta
Raphia abrupta är en fjärilsart som beskrevs av Augustus Radcliffe Grote 1863. Raphia abrupta ingår i släktet Raphia och familjen nattflyn. Inga underarter finns listade.